# Šeikat Muflihi
Šeikat Muflihi ili Maflahi (arap. مشيخة المفلحي; Mashyakhat al-Muflihī), bio je vazalna feudalna država Velike Britanije koja je postojala od 1962. do 1967. godine na jugu Arapskog poluotoka istočno od luke Aden. Danas je teritorij ovog bivšeg šeikata dio jemenskih muhafaza Lahidž i Ad-Dali.
Glavni grad ovog šeikata bio je al-Muflihi. 

## Povijest
Ispočetka je Šeikat Muflihi, koji postoji od polovice 19. stoljeća, bio samo jedan od pet šeikata Sultanata Gornja Jafa (uz Busi, Dhubi, Hadrami i Mausatu) u sastavu Protektorata Aden. Ali kad se Protektorat Aden pretvorio po savjetu britanskih savjetnika - administratora u Federaciju Arapskih Emirata Juga -  Muflihi se odvojio od Sultanata Gornja Jafa i ušao je u tu novu državnu tvorevinu kao zasebna država. Valja reći i da glavni razlog za to bilo odbijanje Sultanata Gornja Jafa da uđe u novu tvorevinu Federaciju Arapskih Emirata Juga, na kraju se Gornja Jafa pridružila udaljenom i konzervativnijem Južnoarapskom Protektoratu. Šeikat Muflihi je kasnije 1960-ih opet kao neovisna država ušao u Južnoarapsku Federaciju
Posljednji šeik ove feudalne države bio je al Qasim ibn Abd ar Rahman I. koji je razvlašten 1967. kada je ukinut Šeikat Muflihi, te osnovana Narodna Republika Južni Jemen, koja se ujedinila s Sjevernim Jemenom 22. svibnja 1990. u današnju državu Republiku Jemen.

## Šeici Šeikata Mufliha
- al-Qasim al-Sakkaf, 1850. – 1885.
- Abd al-Rahman ibn al-Qasim al-Sakkaf, 1885. – 1920.
- al-Qasim ibn `Abd al-Rahman, 1920. – 12.  kolovoza 1967.[1]

## Poveznice
- Kolonija Aden
- Protektorat Aden
- Federacija Arapskih Emirata Juga
- Južnoarapska Federacija